# Sušice (Moravská Třebová)
Sušice (německy Suschitz) je část města Moravská Třebová v okrese Svitavy. Nachází se na severu Moravské Třebové. Prochází zde silnice II/368. V roce 2009 zde bylo evidováno 146 adres. V roce 2001 zde trvale žilo 593 obyvatel. Sušicemi protéká Kunčinský potok. 
První písemná zmínka o tehdy ještě samostatné obci Sušice pochází  z roku 1365, kdy připadala pod správu panství Moravská Třebová. Jako samostatná obec fungovaly až do roku 1960, kdy se staly částí Moravské Třebové.
Sušice leží v katastrálním území Moravská Třebová o výměře 15,08 km2.

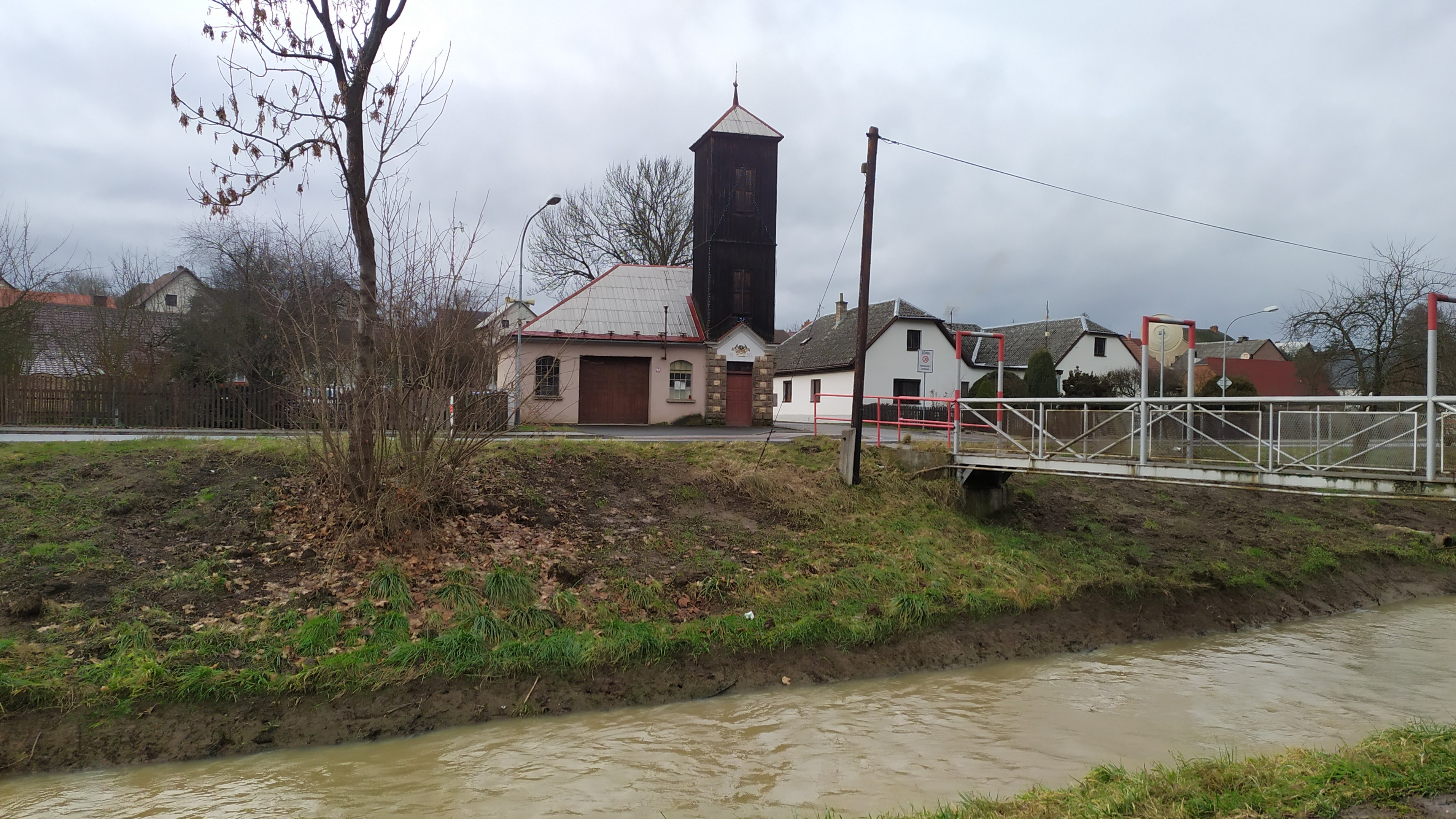
Hasičská zbrojnice dobrovolných hasičů

Funguje tu Sbor dobrovolných hasičů Sušice s kategoriemi přípravka, mladší, starší žáci, muži a ženy. Sbor vznikl roku 1904.
V Sušicích působí od 1.9.1987 nezisková organizace Ochrana přírody Sušice, o.s., zabývající se ochranou životního prostředí, historií a publikační činností. Od roku 2016 je touto organizací budována a provozována venkovní modelová železnice v zahradě u domu č.p. 164.

## Události
V Sušicích probíhají každoročně společenské akce. Každý rok 30. dubna se koná tradiční Pálení čarodějnic. Druhý srpnový víkend pak Sušická pouť. V září pořádají dobrovolní hasiči závody. V prosinci pak nově vzniklo Rozsvícení stromečku u kapličky

## Památky
- Kaple Panny Marie Andělské
- Socha sv. Jana Nepomuckého
- Hasičská zbrojnice z roku 1930
- Smírčí kříže

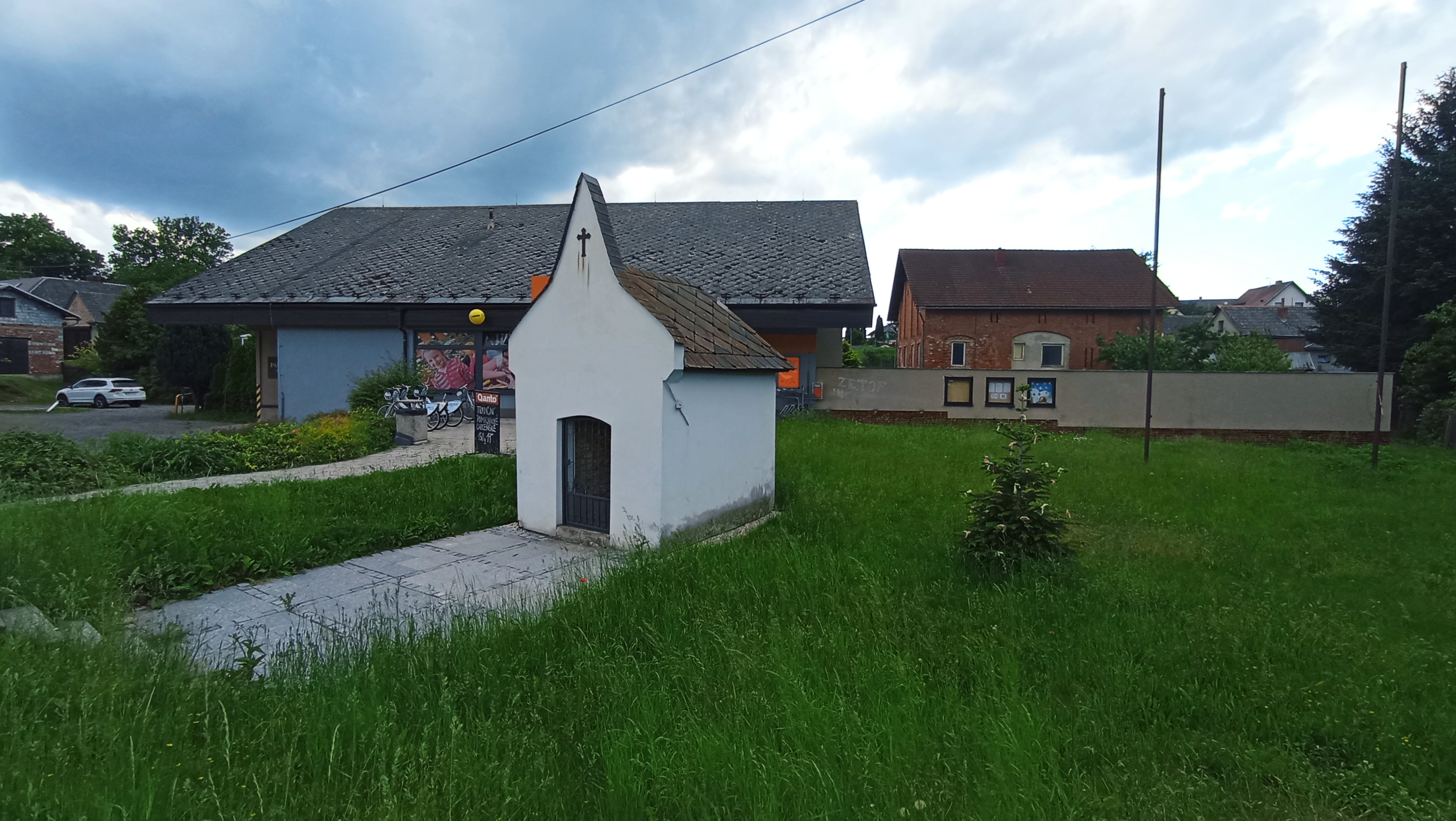
Kaple Panny Marie Andělské v Sušicích

- Kamenné kříže s náboženskými motivy